# Zisterzienserinnenabtei Agrigento
Die Zisterzienserinnenabtei Agrigento (auch: Santo Spirito) ist seit 1295 ein Kloster der Zisterzienserinnen in Agrigent in Sizilien.

## Geschichte

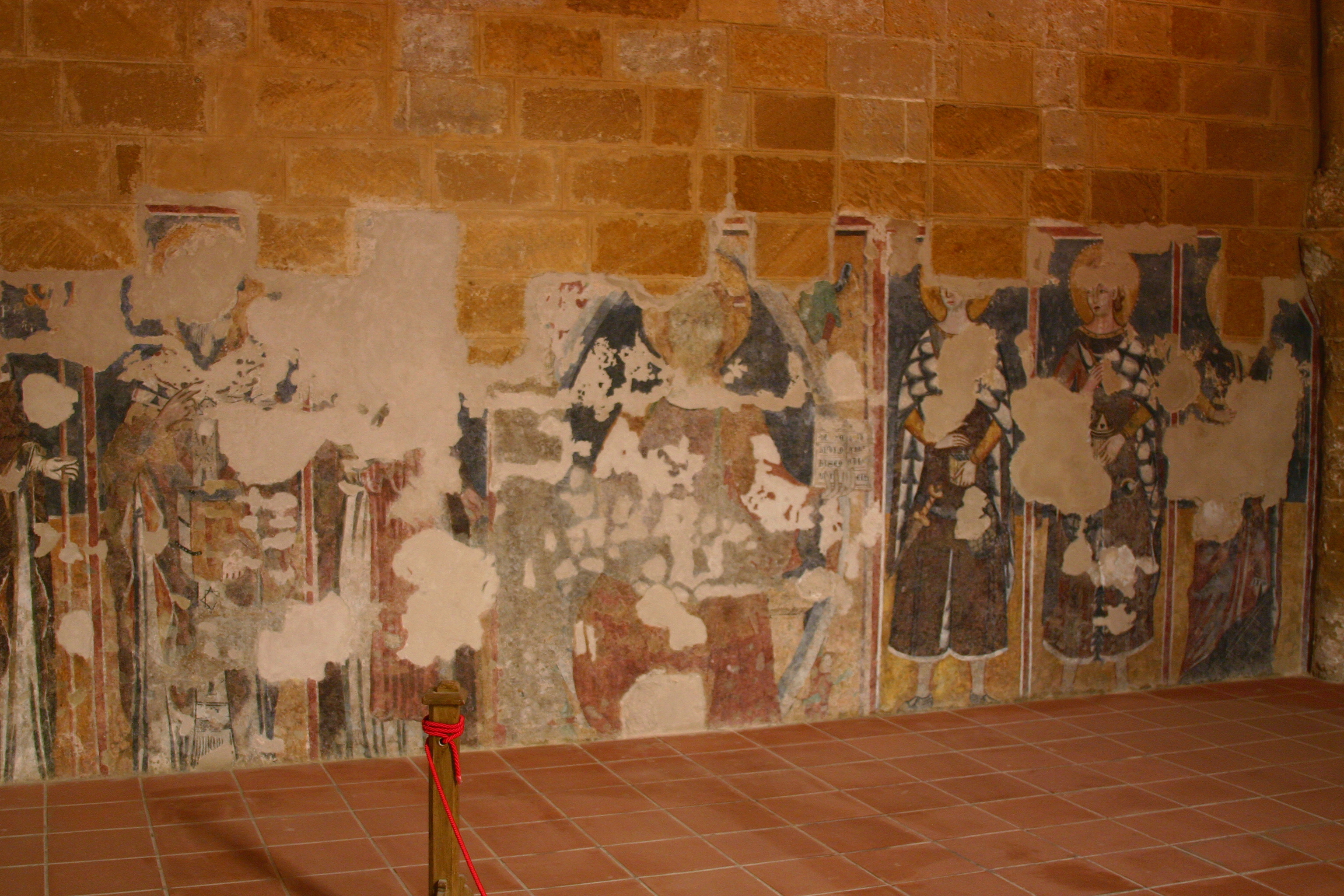
Fresken im Kloster

Das 1295 im heutigen Zentrum von Agrigent gestiftete Nonnenkloster Beata Maria Virginis et Sancti Spiritus („der Jungfrau Maria und des Heiligen Geistes“), das im Volksmund „Bataranni“ (von: Badia grande = große Abtei) heißt, wurde 1299 Kloster Casamari unterstellt, eine Aufsicht, die bis 1572 währte. 1866 wurde das Kloster offiziell in ein Waisen- und Armenhaus umgewandelt, die Nonnen konnten aber auf diese Weise am Ort bleiben. Als der Bestand des Konvents nach dem Zweiten Weltkrieg gefährdet war, schickte die Zisterzienserinnenabtei San Severino Marche drei Nonnen zur Verstärkung. 1964 wurde die Klausur wiederhergestellt. Die (1989 restaurierten) Baulichkeiten des unter Denkmalschutz stehenden Klosters beherbergen zusätzlich ein Altersheim und ein Museum. Peugniez spricht von einem der schönsten Klöster Siziliens.